# Sinfonía n.º 35 (Haydn)

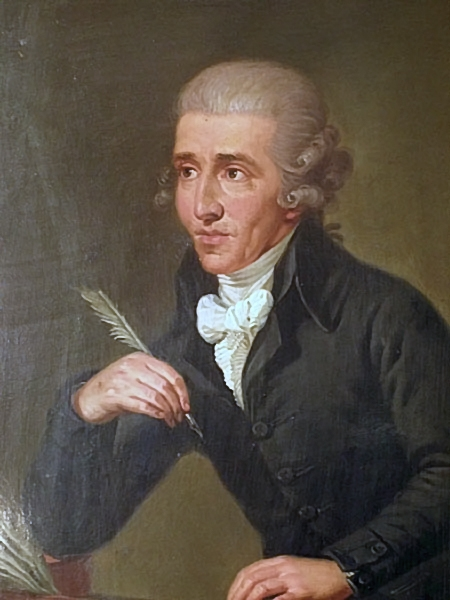
Haydn hacia 1770.

La Sinfonía n.º 35 en si bemol mayor, Hob. I:35 fue compuesta por Joseph Haydn en 1767.

## Historia
La producción sinfónica del maestro austríaco puede dividirse a grandes rasgos en tres bloques temporales: el primer bloque (1757-1761) se corresponde con su periodo al servicio del conde Carl von Morzin (n.º 1 - n.º 5); el segundo bloque en la corte Esterházy (1761-1790 pero con la última sinfonía para el público de Esterházy en 1781); y el tercer bloque (1782-1795) comprende las Sinfonías de París (n.º 82 - n.º 87) y las Sinfonías de Londres (n.º 93 - n.º 104). El 1 de mayo de 1761 el compositor firmó su contrato como vice-kapellmeister (más tarde kapellmeister) de la familia Esterházy, que nominalmente duró 48 años, hasta su muerte.
La composición de esta pieza se desarrolló en 1767. En la partitura autógrafa figura cuidadosamente anotada la fecha de "1 de diciembre de 1767". Al parecer esta pieza fue escrita en previsión del inminente regreso a Eisenstadt del príncipe Nicolás Esterházy, patrón de Haydn, desde París tras una visita al Palacio de Versalles. La fecha sugiere que podría haber sido un regalo de onomástica para el príncipe, ya que el día de San Nicolás es el 6 de diciembre.

## Instrumentación
La partitura está escrita para una orquesta formada por:
- Viento madera: 2 oboes y 1 fagot.
- Viento metal: 2 trompas en si bemol.
- Cuerda: una sección de cuerdas con 2 violines, viola, violonchelo y contrabajo.
- Teclado: clavecín como bajo continuo.

Las trompas están afinadas en si bemol alto, lo que permite notas agudas de trompa. En palabras de  Hodgson, las "trompas tienen partes de aterradora dificultad". Los vientos permanecen en silencio (tacet) durante el movimiento lento y el trío. En aquella época se solía emplear un fagot para amplificar la voz del bajo, incluso sin una notación separada. En cuanto a la participación del clavecín como bajo continuo en las sinfonías de Haydn existen diversas opiniones entre los estudiosos: James Webster se sitúa en contra; Hartmut Haenchen a favor; Jamie James en su artículo para The New York Times presenta diferentes posiciones por parte de Roy Goodman, Christopher Hogwood, H. C. Robbins Landon y James Webster. A partir de 2019 la mayor parte de las orquestas con instrumentos modernos no utiliza el clavecín como continuo. No obstante, existen grabaciones con clavecín en el bajo continuo realizadas por: Trevor Pinnock (Sturm und Drang Symphonies, Archiv, 1989-1990); Nikolaus Harnoncourt (n.º 6–8, Das Alte Werk, 1990); Sigiswald Kuijken (incluidas las Sinfonías de París y Londres; Virgin, 1988-1995); Roy Goodman (Ej. n.º 1-25, 70-78, 82-87; Hyperion, 2002).

## Estructura y análisis
La sinfonía consta de cuatro movimientos:
- I. Allegro di molto, en si bemol mayor 3
4
- II. Andante, en mi bemol mayor 2
4
- III. Menuet. Un poco allegretto, en si bemol mayor – Trio, en mi bemol mayor 3
4
- IV. Presto, en si bemol mayor 2
4

La interpretación de esta obra dura aproximadamente entre 20 y 25 minutos. Se trata de una obra luminosa y jovial. Según los criterios externos esta sinfonía no tiene nada de excepcional, está escrita para la orquesta estándar en una tonalidad mayor habitual y presenta la convencional secuencia de cuatro movimientos. Carece de sobrenombres, asociaciones programáticas o teatrales, o alteraciones manifiestas de las convenciones genéricas o del decálogo estilístico, ejemplifica todo el alto arte del que Haydn era capaz en su faceta de "entretenimiento".

### I.Allegro di molto
El primer movimiento, Allegro di molto, está escrito en la tonalidad de si bemol mayor, en compás de 3/4 y sigue la forma sonata. El movimiento de apertura se basa enteramente en dos ideas contrastantes presentadas al principio: un elegante motivo cantabile en las cuerdas, que interrumpido por una fanfarria instigada por la trompa, y un potente tema al unísono sobre un motivo "galopante". El primer tema, exuberante e insólitamente italianizante, reaparece en numerosos contextos diferentes; como era su costumbre, el compositor la varía cada vez. En especial sorprenden las excéntricas continuaciones en el segundo grupo y, al principio de la recapitulación, la sorprendente nueva forma de esa interrupción de trompa. El modélico desarrollo consta de dos partes, que fragmentan y discuten sucesivamente los dos temas. La alegre melodía del primer tema se ve sometida a una tensión considerable en esta sección de desarrollo, donde abunda una magistral escritura contrapuntística que parece azotar la música con furia y agitación. El desarrollo se inclina cada vez más hacia el tono menor a medida que progresa. Un toque agudo de trompa parece restablecer el equilibrio emocional al mismo tiempo que nos conduce a una recapitulación en la que el tema vuelve a sonar amable.

### II.Andante
El segundo movimiento, Andante, está en mi bemol mayor y en compás de 2/4. El movimiento lento prescinde de los vientos ya que está escrito solamente para cuerdas, con una orquestación ligera. Contiene una cautivadora melodía con síncopas inesperadas y de gran originalidad. Exhibe la vivaz profundidad mezclada con excentricidad que es típica de los movimientos lentos no-Adagio de Haydn. Arranca con una deliciosa muestra de ingenio tonal: aunque está en la subdominante de mi bemol mayor, la frase de apertura de cinco compases comienza de tal manera que implica la tónica de si bemol mayor (que aún resuena en nuestro oído interno), con consecuencias inesperadas en cada aparición sucesiva, sobre todo en la conclusión, donde por fin se restablece el equilibrio tonal. Este es quizás el primer ejemplo a gran escala de Haydn de lo que pronto se convertiría en una ocurrencia estructural familiar: la de terminar un movimiento con su frase inicial.

### III.Menuet. Un poco allegretto– Trio
El tercer movimiento, Menuet. Un poco allegretto – Trio, está en si bemol mayor que en el trío pasa a mi bemol mayor y el compás es 3/4. Es un vigoroso minueto con un marcado ritmo de tresillos. La figura de tresillo constituye también la base de la melodía de la sección contrastante del trío. El minueto presenta algunos pasajes coloridos para la trompa mientras que el trío contrasta con una atmósfera más apagada al estar escrito para las cuerdas a cuatro partes. Se trata de una obra maestra de sutileza con inesperados cambios de registro y fraseo. El más obvio es el asociado al motivo del trino que se escucha por primera vez en el segundo compás y el más inesperado es el sencillo final en piano.

### IV.Presto
El cuarto y último movimiento, Presto, retoma la tonalidad inicial y el compás es 2/4. El Finale posee el impulso rítmico y el vigor del movimiento inicial, si bien su carácter se mantiene afable y optimista. Es una conclusión deliciosa. Juega con tres golpes (tónica–dominante–tónica) que inician la exposición y son trabajados con extensión durante el desarrollo. Los tres acordes también sirven como la cadencia final, de tal manera que confunden al oyente haciéndole pensar que algo va a continuar. Está ambigüedad se potencia al repetirse en la segunda parte del movimiento. Haydn repite aquí la estratagema de repetir el principio al final que empleó en el Andante. La broma es tanto más eficaz cuanto que los tres golpes iniciales suben de la tónica a la mediante, de modo que el movimiento termina melódicamente "fuera de la tónica". La ruptura de las convenciones resulta más fuerte dado que ya hemos escuchado "los mismos" acordes al finalizar la exposición, donde se mantuvieron en la tónica como un gesto convencional.